# Nitai Hasson
Nitai Hasson (15 de marzo de 1998) es un deportista israelí que compite en vela en la clase 470.
Ganó una medalla de oro en el Campeonato Europeo de 470 de 2021. Participó en los Juegos Olímpicos de París 2024, ocupando el séptimo lugar en la prueba de 470 mixto.

## Palmarés internacional
| \| Campeonato Europeo \| Campeonato Europeo \| Campeonato Europeo \| Campeonato Europeo \| \| Año \| Lugar \| Medalla \| Clase \| \| ------------------ \| -------------------- \| ------------------ \| ------------------ \| \| 2021 \| Vilamoura (Portugal) \| Medalla de oro \| 470 mixto \| |                      |                |           |
| Campeonato Europeo |                      |                |           |
| Año | Lugar                | Medalla        | Clase     |
| 2021 | Vilamoura (Portugal) | Medalla de oro | 470 mixto |